# Dysdera baratellii
Dysdera baratellii är en spindelart som beskrevs av Carlo Pesarini 200. Dysdera baratellii ingår i släktet Dysdera och familjen ringögonspindlar.
Artens utbredningsområde är Italien. Inga underarter finns listade i Catalogue of Life.